# Stenhomalus odai
Stenhomalus odai är en skalbaggsart som beskrevs av Tatsuya Niisato och Kinugasa 1982. Stenhomalus odai ingår i släktet Stenhomalus och familjen långhorningar. Inga underarter finns listade i Catalogue of Life.